# Agrostis chaetophylla
Agrostis chaetophylla é uma espécie de gramínea do gênero Agrostis, pertencente à família Poaceae.